# Rejon bohusławski
Rejon bohusławski (ukr. Богуславський район) – była jednostka administracyjna w składzie obwodu kijowskiego Ukrainy istniejąca do 17 lipca 2020 roku.
Powstał w 1923. Miał powierzchnię 772 km² i liczył w 2019 około 34 tysięcy mieszkańców. Siedzibą władz rejonu był Bohusław.
W skład rejonu wchodziła 1 miejska rada oraz 21 silskich rad, obejmujących 40 wsi.

## Miejscowości rejonu
- Brane Połe[3] (Бране Поле)[4]
- Bohusław (Богуслав)
- Bijiwci (Біївці)
- Borodani (Бородані)
- Chochitwa (Хохітва)
- Czajky (Чайки)
- Deszky (Дешки)
- Dibriwka (Дібрівка)
- Dmytrenky (Дмитренки)
- Dybynci (Дибинці)
- Huta (Гута)
- Isajky (Ісайки)
- Iwaniwka (Іванівка)
- Iwky (Івки)
- Jaciuky (Яцюки)
- Kałyniwka (Калинівка)
- Karandynci (Карандинці)
- Koriakiwka (Коряківка)
- Krasnohorodka (Красногородка)
- Kydaniwka (Киданівка)
- Lutari (Лютарі)
- Medwyn (Медвин)
- Moskałenky (Москаленки)
- Mychajliwka (Михайлівка)
- Mysajliwka (Мисайлівка)
- Mytajiwka (Митаївка)
- Ołeksijiwka (Олексіївка)
- Pobereżka (Побережка)
- Połowećke (Половецьке)
- Potasznia (Поташня)
- Rozkopanci (Розкопанці)
- Sawarka (Саварка)
- Semyhory (Семигори)
- Synycia (Синиця)
- Sofijka (Софійка)
- Szczerbaszenci (Щербашенці)
- Szupyky (Шупики)
- Teptijiwka (Тептіївка)
- Tunyky (Туники)
- Turczyno (Турчино)
- Wilchoweć (Вільховець)
- Zakutynci (Закутинці)